# Contea di Portage (Wisconsin)
La contea di Portage (in inglese, Portage County) è una contea dello Stato del Wisconsin, negli Stati Uniti. La popolazione al censimento del 2000 era di 67 182 abitanti. Il capoluogo di contea è Stevens Point.